# الصالحية البساتين
قرية الصالحية البساتين هي إحدى القرى التابعة لمركز الحسينية في محافظة الشرقية في جمهورية مصر العربية. حسب إحصاءات سنة 2006، بلغ إجمالي السكان في الصالحية البساتين 4474 نسمة، منهم 2294 رجل و2180 امرأة.